# NGC 6784
NGC 6784 је елиптична галаксија у сазвежђу Паун која се налази на NGC листи објеката дубоког неба.
Деклинација објекта је - 65° 37' 36" а ректасцензија 19h 26m 31,2s. Привидна величина (магнитуда) објекта NGC 6784 износи 13,9 а фотографска магнитуда 14,9. NGC 6784 је још познат и под ознакама ESO 104-55, AM 1921-654, PGC 63209.